# Justa Grata Honoria
Justa Grata Honoria či jen zkráceně Honoria (cca 417 – cca 454) byla dcera západořímského císaře Constantia III. a jeho ženy Gally Placidie. Jejím bratrem byl císař Valentinianus III. Svým bratrem byla nucena do sňatku s politikem Bassem Herculanem, kterého si ale odmítala vzít. Obrátila se proto na hunského krále Attilu s prosbou o pomoc. Attila si však tuto žádost vyložil jako nabídku k sňatku a požadoval po Valentinianovi půlku Západořímské říše jako věno. Ten odmítl, což vyvolalo vpád Hunů do Galie a jejich porážku v bitvě na Katalaunských polích (451). Další osudy Honorie po bitvě nejsou známy.

## LIteratura
- Encyklopedické heslo Honoria Justa Grata v Ottově slovníku naučném ve Wikizdrojích
- PETRÁŇ, Zdeněk; FRIDRICHOVSKÝ, Jiří. Encyklopedie římských císařů a císařoven z pohledu jejich mincí. Praha: Libri, 2008. ISBN 978-80-7277-267-4. S. 332.